# شاعر (فیلم)
شاعر (انگلیسی: The Poet) فیلم کانادایی درام به کارگردانی دیمین لی است که در سال ۲۰۰۷ منتشر شد. این فیلم در ایالات متحده آمریکا به عنوان قلب‌های جنگ منشر شد.

## بازیگران
- نینا دوبرو
- کلم فیور
- روی شایدر
- کیم کواتس
- داریل هاناه
- دوون بوستیک
- میریام مک‌دانلد
- زکری بنت